# 사일런트 나잇 (2023년 영화)
《사일런트 나잇》(영어: Silent Night)은 2023년 개봉한 미국의 액션 스릴러 영화로, 오우삼이 감독을 맡았다.

## 출연
- 조엘 키너먼 - 브라이언 고들록
- 스콧 메스커디 - 데니스 배셀 형사
- 해럴드 토레스 - 플라야
- 카탈리나 산디노 모레노 - 사야 고들록